# Rheinisch-westfälische Zeitschrift für Volkskunde
Die Rheinisch-westfälische Zeitschrift für Volkskunde (RWZ) ist eine Publikation zur Volkskunde, Landeskunde und Sozialgeschichte.
Sie wurde 1954 von Karl Meisen und Bruno Schier als Organ der Abteilung Rheinische Volkskunde des Instituts für geschichtliche Landeskunde der Rheinlande an der Universität Bonn und der Volkskundlichen Kommission im Provinzialinstitut für westfälische Landes- und Volkskunde in Münster gegründet.
Seit 2020 führt sie den Untertitel Beiträge zur Alltagskultur in Nordwestdeutschland. Seit 2020 tragen vier Institute und Vereine die RWZ: das LVR-Institut für Landeskunde und Regionalgeschichte (Bonn), das Institut für Kulturanthropologie des Oldenburger Münsterland (Cloppenburg), die Westfälische Vereinigung für Volkskunde e. V. (Münster) und die Rheinische Vereinigung für Alltagskulturforschung e. V. (Bonn).